# Burunga
Burunga es un corregimiento del distrito de Arraiján en la provincia de Panamá Oeste, República de Panamá. La localidad tiene 51 167 habitantes (2023). Fue creado, junto a Cerro Silvestre en el 2003, sumando así ocho corregimientos en el distrito. Limita al norte con Nuevo Emperador, al sur con Arraiján, al oeste con Juan Demóstenes Arosemena y Cerro Silvestre y al este con el distrito de Panamá, separados por el Canal de Panamá.